# Cesare Maccari
Cesare Maccari (9. května 1840 Siena – 7. srpna 1919 Řím) byl italský malíř, grafik a sochař.

## Život
Jeho učitelem byl Luigi Mussini, vůdčí představitel italského purismu. Maccariho ovlivnila benátská a florentská malířská škola, v mládí se živil kopírováním Pinturicchia. Napodoboval také techniky starých mistrů, které popsal ve svém spisu Cennino Cennini. Vymaloval rodinnou kapli Pieri-Nerliů v Quincianu a pak královskou kapli Sudario. V sídle italského senátu vytvořil fresky s náměty z antické historie, z nichž nejznámější je Cicero obviňuje Catilinu.
Podílel se na výzdobě římského kostela Santa Francesca Romana, chrámu Chiesa della Consolazione v Janově a Svaté chýše v Loretu. Pro Kvirinálský palác vytvořil fresku Amora a tří Grácií, vymaloval také sienskou radnici. Zdravotní potíže mu nedovolily dokončit práci na Justičním paláci v Římě. Učil malířství na Accademia di San Luca v Římě. Byl členem zednářské lóže.

## Galerie

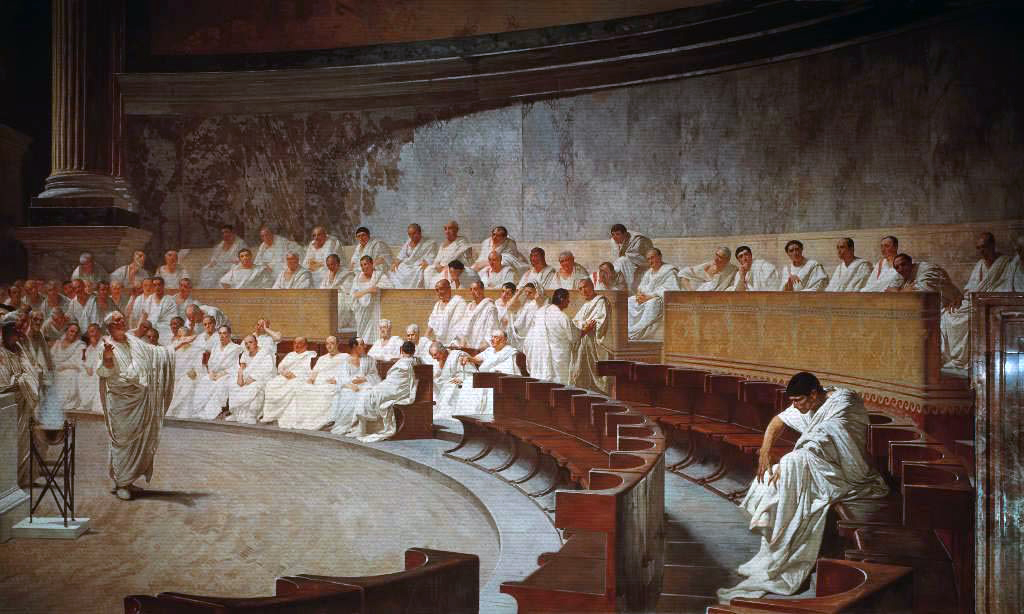
Cicero obviňuje Catilinu
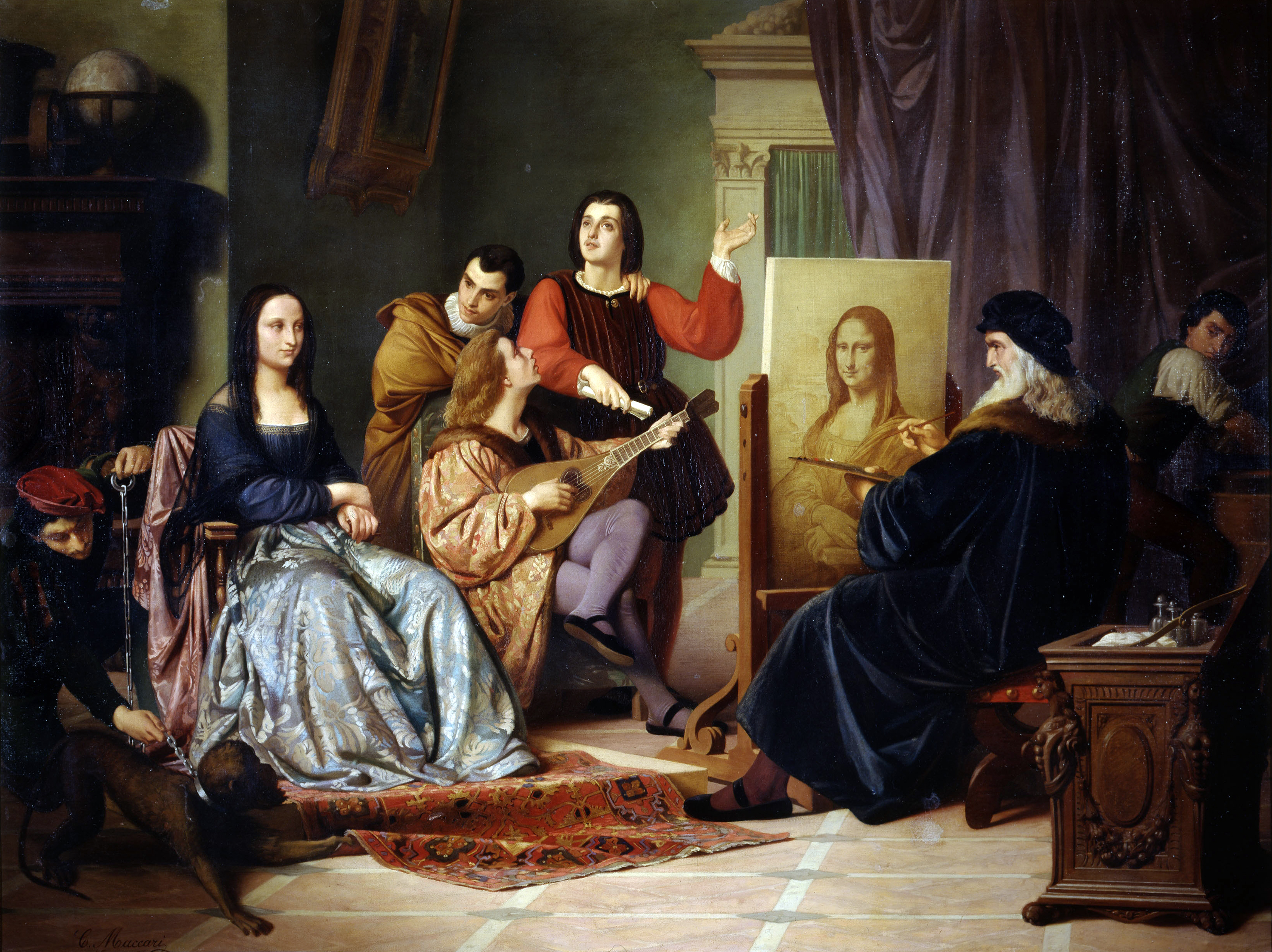
Leonardo maluje Monu Lisu
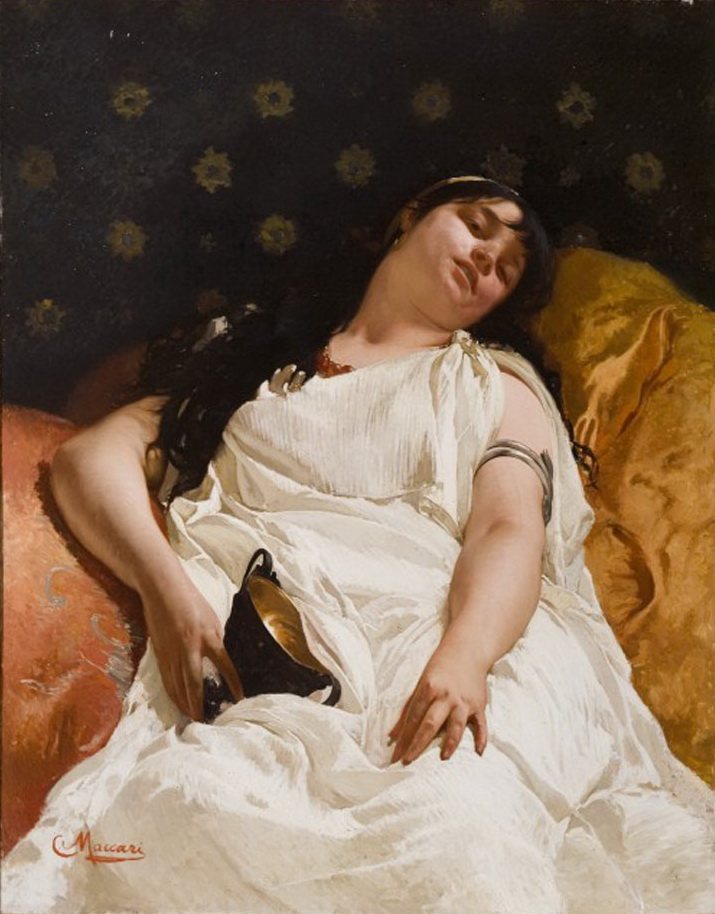
Bakchantka
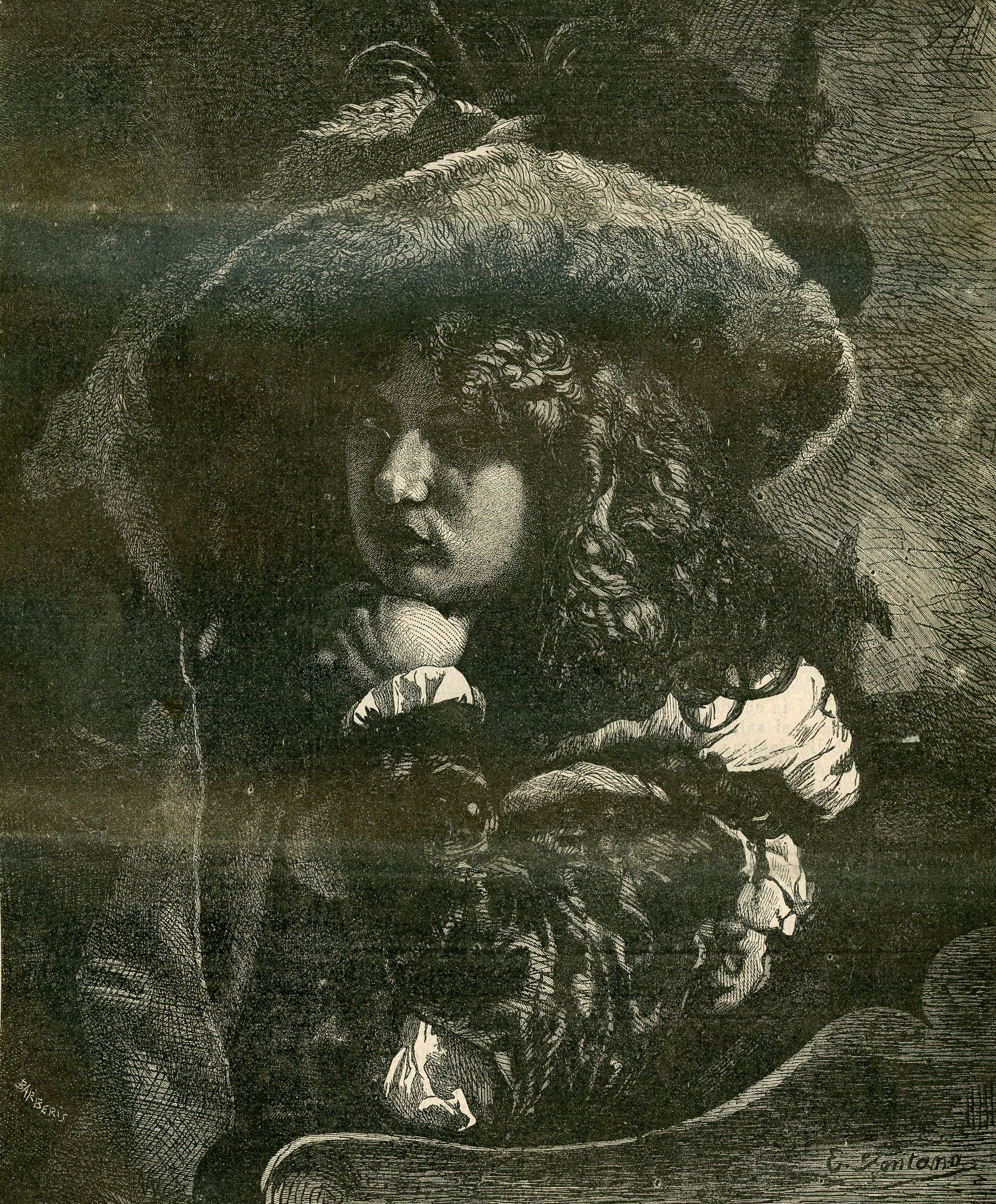
Kavalír ze sedmnáctého století